# Стульно (зупинний пункт)
Стульно (пол. Stulno) – зупинний пункт в селі Стульно на залізничній лінії № 81, Люблінське воєводство, Польща з однією береговою платформою.

## Пасажирські перевезення
| рік  | Добовий пасажиропотік |
| ---- | --------------------- |
| 2017 | 0-9                   |
| 2022 | 0-9                   |

## Зовнішні посилання
- Інформація на bazakolejowa.pl (пол.)